# Osage (rzeka)
Osage (ang. Osage River) – rzeka w Stanach Zjednoczonych, w stanie Missouri, dopływ rzeki Missouri.
Osage powstaje z połączenia rzek Marais des Cygnes i Little Osage, na pograniczu hrabstw Bates i Vernon, w pobliżu miasta Rich Hill, na wysokości 220 m n.p.m. Płynie w kierunku wschodnim, przez wyżynę Ozark. Rzekę przegradzają dwie zapory wodne, tworzące rozległe sztuczne jeziora – Harry S. Truman Reservoir (utworzone 1964–1979) oraz Lake of the Ozarks (1931). W końcowym biegu rzeka skręca na północny wschód. Do rzeki Missouri uchodzi na wschód od Jefferson City, u styku hrabstw Cole, Osage i Callaway, na wysokości 158 m n.p.m. Nad rzeką położone są miasta Osceola i Warsaw.
Długość rzeki wynosi 444 km (około 800 km licząc od źródła Marais des Cygnes). Nazwa rzeki pochodzi od indiańskiego plemienia Osedżów.